# Ducado de Filipópolis
El ducado de Filipópolis fue un efímero estado cruzado, vasallo del Imperio latino de Constantinopla, fundado después de la caída de Constantinopla por los miembros de la Cuarta Cruzada en 1204 que culminó con la partición del Imperio bizantino y la fundación del Imperio latino.
Incluía la ciudad de Plovdiv (actual Bulgaria, en griego, Φιλιππούπολη Filippoupoli) y la región circundante. Fue gobernado por Renier de Trit, nombrado duque de Filipópolis desde 1204 hasta 1205.
En 1207, el ducado fue conquistado por un corto período de tiempo por el emperador Kaloján de Bulgaria, pero fue perdido nuevamente por su sucesor Boril, después de su derrota en la batalla de Plovdiv (1208), contra los ejércitos del Imperio latino. 
No sería hasta los primeros años del reinado del emperador (zar) Iván Asen II (1218-1241), después de derrocar a su primo Boril, cuando el territorio del ducado sería anexionado definitivamente por Bulgaria.